# Crash Team Racing
Crash Team Racing (クラッシュ バンディクー レーシング Kurasshu Bandikū Rēshingu, Crash Bandicoot Racing) er et racerspil til PlayStation, lavet af Naughty Dog. Det blev udgivet i 1999. Dette var det sidste Crash spil der blev lavet af Naughty Dog. Efter dette spil overtog  Universal Interactive Studios (nu Vivendi Games) og blev spiludvikler for SCEA. Spillet blev gjort tilgængeligt på European PlayStation Store til download til PS3 og PSP, d. 18. oktober 2007.

## Gameplay
|  | Eftersyn Dette afsnit bør gennemlæses af en person med fagkendskab for at sikre den faglige korrekthed. |

Gameplayet er meget lig med Mario Kart. 
Følgende er originale for CTR:
- Spillet har en specielt "power slide" evne, der giver spilleren extra fart mens der drejes.

På banerne er der placeret kasser der indeholder våben eller specielle "powerups" der giver spilleren en fordel. Grønne og sorte pile på jorden (turbo boosters) giver midlertidigt spilleren mere fart. De fleste af banerne indeholder også forhindringer der for spilleren til at tabe fart, og disse bør undgås.
Ligesom i Mario Kart har CTR en "battle mode", hvor spillere kan angribe hinanden i en række specielle kamp arenaer, hvoraf nogle af dem er "unlockable".
Objekter der kan samles inkludere trofæer, krystaller, diamanter, CTR mønter, og Relikvier. Et antal af "hemmelige figurer" kan blive aktiveret gennem spillet.

## Historie

### Intro
Crash og hans venner er ved at gøre klar til at deltage et racerløb, da et rumvæsen fra en anden planet, ved navn Nitros Oxide, opdager det, og rejser til Jorden for også at deltage. Han hævder at være den hurtigste racerkøre i hele galaksen, og at han rejser rundt mellem stjernerne for at finde værdige modstandere at teste sine evner på. Derfor udfordre han Jorden til en "lille leg" han kalder "den hurtigste overlever", og forklare reglerne:
Oxide racer mod den bedste racerkøre på Jorden. Vinder Jordens køre, vil Oxide lade Jorden være. Men vinder Oxide, vil han omdanne hele planeten til én stor beton parkeringsplads, og gøre alle dens beboere til sine slaver.
Derfor gør kørerne fra Jorden klar til at køre for Jordens skæbne.

## Figurer
Der er i alt 15 spilbare figurer fra Crash serien i spillet.
- Heltene

"Main story" delen i spillet handler om figurer fra både den gode og onde side i serien.
Fra den gode side er Crash Bandicoot, Coco Bandicoot, Polar, og Pura.
Og fra den onde side er Doctor Neo Cortex, Doctor N. Gin, Tiny Tiger, og Dingodile.
Alle disse figurer er spilbare i "main story" delen.
- Bosserne

"Main story" delen i spillet har også fem bosser
Disse er Ripper Roo, Papu Papu, Komodo Joe, Pinstripe Potoroo, og Nitros Oxide
For at kunne køre mod N. Oxide skal Crash og hans venner først vinder over de fire andre bosser.
Alle bosserne, med undtagelse af N. Oxide, kan låses op for, så man kan køre med dem uden for "Main story" delen.
- Ekstra figurer

Oven i figurene fra "Main story" delen eksistere der også tre andre racerkørere der kan låses op for.
Disse kørere er Dr. N. Tropy, Fake Crash, og Penta Penguin.
Ingen af disse kørere kan spilles i "Main story" delen.